# Camptogenys
Camptogenys is een geslacht van kevers uit de familie van de loopkevers (Carabidae). De wetenschappelijke naam van het geslacht is voor het eerst geldig gepubliceerd in 1899 door Tschitscherine.

## Soorten
Het geslacht Camptogenys omvat de volgende soorten:
- Camptogenys aberrans (Tschitscherine, 1899)
- Camptogenys similis Tschitscherine, 1898
- Camptogenys trisetosa (A.serrano, 1995)